# A ganümédeszi hatalomátvétel
A ganümédeszi hatalomátvétel (The Ganymede Takeover) Philip K. Dick és Ray Nelson amerikai írók 1967-ben megjelent tudományos-fantasztikus regénye. Egy idegen civilizáció inváziójáról szól a történet, hasonló Dick korábbi, A Titán játékosai című önálló regényéhez.

## Történet
|  | Alább a cselekmény részletei következnek! |

A regény egy jövőbeli Földön játszódik, amelyet meghódítottak a Ganümédeszből származó idegenek: végtagtalan, féregszerű telepatikus lények, akiknek fizikai szükségleteit speciális „krícsek” rabszolgafaja látja el.
Mekkis egy ganümédeszi frakció vezetője, amely ellenezte a háborút, amikor Orákuluma (a jövőt megjósolni képes lény) előre látta a „közelgő sötétséget”. Az invázió látszólagos sikere azt jelenti, hogy immár hiteltelenné vált. Ennek eredményeként Mekkis a problémás Tennessee-i államát kapja, ahol az ellenállás utolsó megmaradt magja, a Percy X, fekete muzulmán vezető által vezetett fekpartok, vagyis fekete bőrű partizánok és indiánok képviselik az ellenállást.
Joan Hiashi Percy X-et keresi, autentikus afroamerikai zene felvételének leple alatt. A valóságban meg akarja határozni a férfi helyzetét, hogy elfoghassák a kollaboráló emberek, a férnyák, ami a féregnyalók rövidítése. Egy másik ellenállási szervezet, amely a Pszichiátriai Világtársaság mögé bújik, megpróbálja megvédeni Percyt, és Paul Rivers pszichiátert küldi el, hogy hiúsítsa meg Joan összeesküvését.
Bár a telepatikus képességekkel rendelkező Percynek sikerül lelepleznie Joant, a nővel együtt a ganük kezére kerülnek. Joant Balkanihoz viszik, akinek feledésterápiája mentálisan teljesen közömbössé teszi a lányt a világ iránt. Később minkettőjüket kiszabadítják, és a helyükre szimulákrumok lépnek. Percy terroristái pszichikus fegyverekhez jutnak, az érzékeléstorzító készülékekkel óriási zűrzavart okoznak a ganümédesziek fehér támogatói között.
Balkani megöli Joan szimulákrumát, majd öngyilkosságot követ el, mert befejezte a feledésről szóló nagyszerű értekezését, és úgy véli, hogy elérte élete célját.
Mekkis megszállottjává vált Rudolph Balkani elméleteinek. Annak érdekében, hogy bosszút álljon ellenségein, telepatikus kapcsolatot alakít ki Percy X-szel, amely lehetővé teszi a pokolfegyvernek, hogy elpusztítsa azokat a ganümédeszieket, akik nincsenek a Földön. A pokolfegyver hatása a földlakókra is pusztító, de Paul Riversnek sikerül meggyőznie Joant, aki érzelmileg kiürült, ezért immunis a bombára, hogy kapcsolja ki a fegyvert, mielőtt túl késő lenne. Koli evakuálja a ganüket és űrhajójából el akarja pusztítani a földi életet, de kudarcot vall. Percy X akaratlan megölése után Rivers képes kikapcsoltatni az eszközt, mielőtt az emberiség elpusztulna. Ám a ganük veszély idején ösztönösen csoportos elmét alkotnak, és így egy állandó egzisztenciális és tapasztalati „pokolba” esnek egy sötét űrben, és képtelenek lesznek rá, hogy segítségért forduljanak bárkihez is.
A ganümédesziek mind halottak; a Föld visszakerül az emberek kezébe. Gus Swenesgardnak, aki egykor a ganük kiszolgálója volt, most a televízióban mond beszédet, amelyben kinevezi magát a bolygó urának, de összezavarodik a kamerák előtt. Ennek ellenére a Pszichiátriai Világtársaság támogatja Gus Swenesgardot, mint hasznos báburalkodót a demokrácia helyreállításáig. Paul azon tűnődik, hogy ez új zsarnoksághoz vezethet-e.
|  | Itt a vége a cselekmény részletezésének! |

## Szereplők
- Percy X, gerillavezér
- Joan Hiashi, tévés műsorkészítő
- Mekkis ganümédeszi vezető
- Paul Rivers, a Pszichiátriai Világtársaság munkatársa
- dr. Rudolph Balkani, pszichiáter
- Gus Swenesgard, hoteltulajdonos
- Koli, ganü tábornagy